# Новосади (Сейненський повіт)
Новосади (пол. Nowosady) — село в Польщі, у гміні Сейни Сейненського повіту Підляського воєводства.
Населення — 40 осіб (2011).
У 1975-1998 роках село належало до Сувальського воєводства.

## Демографія
Демографічна структура станом на 31 березня 2011 року:
|          | Загалом | Допрацездатний вік | Працездатний вік | Постпрацездатний вік |
| -------- | ------- | ------------------ | ---------------- | -------------------- |
| Чоловіки | 20      | 2                  | 13               | 5                    |
| Жінки    | 20      | 3                  | 10               | 7                    |
| Разом    | 40      | 5                  | 23               | 12                   |